# Željeznička pruga Šeljin – Selurinac
Željeznička pruga Selurinac – Šeljin je željeznička prometna linija Mađarskih državnih željeznica (MÁV-a) br. 61. Prolazi područjem Baranje.
Dužina dionice je 24 km, a širina tračnica je 1435 mm.
Ograničenje brzine na ovoj pruzi je 60 km/h.